# Читаоница ћупријска
Читаоница ћупријска је основана 29. децембра 1868. године у Ћуприји, на иницијативу и уз велико залагање Антонија Пеливановића, тадашњег председника ћупријског Окружног суда, и бројала је 50 чланова. Циљеви установе истакнути су у Штатуту Читаонице Ћупријске, који је био одобрен у јануару 1869. године. 
Данас у Ћуприји постоји Народна библиотека „Душан Матић” Ћуприја.

## Историјат
Из три сачувана документа могуће је саставити извесну слику о оснивању и раду читаонице у Ћуприји. Према документима, Читаоница је основана 29. децембра 1868. године и до јануара 1869. је имала 50 чланова.
Штатут Читаонице Ћупријске је одобрен јануара 1869, и у њему су изложени циљеви ове установе. Истиче се да је циљ читаонице да, поред тога што ће имати на располагању листове и књиге, имати јавна предавања, и да ће се уз уједињену омладину трудити да користи народу. Други чланови штатута cу слични правилима која y то време одобравају министарства, те су редовна чланарина и добровољни прилози, главна материјална база зa рад и опстанак читаонице. Садржај и начин обликовања чланова Штатута доноси новину, младе, образоване људе који желе да допринесу развоју своје средине.

Број чланова се повећавао, па је тако Читаоница 1870. године имала  62, a 1874. 85 чланова. Ca улогом од по 48 гроша годишње и приходом од предавања, Читаоница је могла 1874. године да се претплати на 22 наслова периодичних публикација, од којих су два била на страном језику. Од Српског ученог друштва читаоница је добијала на поклон Гласник, a књиге није могла да пријушти, па је фонд библиотеке Читаонице био сиромашан - имала је само 76 књига.
Читаоница ћупријска није радила за време ратова и обновила се тек почетком 1881. године, после расписа Министарства просвете и Црквених дела. Према последњем извештају o овој Читаоници, није имала чланове ни приходе, није било наруџбине новина, али постојао је незнатан капитал у готовини као и незнатна опрема и мало похабаних и неупотребљивих књига. Општина није ни на који начин помагала Читаоници. 

## Статут
Према статуту, циљ читаонице је био, поред тога што би имала на располагању часописе и књиге, да образује народ, држи јавна предавања и што више користи народу. Члан Читаонице могао је да буде свако ко је желео напредак српства и народа. Читаоници је сваки члан био дужан да помогне чланарином коју је плаћао три месеца унапред. Имовина Читаонице састојала се од редовних и добровољних прилога. Уколико би се неки странац заинтересовао за Читаоницу, могао је слободно да јој приступи. Читаоницом је руководио представник ког би изабрали њени чланови, а поред њега су бирана и два члана која би му помагала. Све док постоји друштвена потреба за њом, Читаоница ће постојати. У случају да Читаоница престане с радом, њена имовина припашће општини, све до оног тренутка када се рад Читаонице продужи.
Статут је потписао  Антоније Пеливановић.

## Периодика
Периодика коју је читаоница набављала:

### Домаћа
- Будућност
- Видовдан
- Врзино коло
- Глас народа
- Глас Црногорца
- Домишљан
- Застава
- Исток
- Јавност
- Јавор
- Коресподенција
- Ново доба
- Обзор
- Преодница
- Рад
- Сион
- Србадија
- Србске новине
- Тежак
- Школа

### Страна
- Leipziger Illustrierte  Zeitung
- Allemeine Augsburger Zeitung